# Via Maris

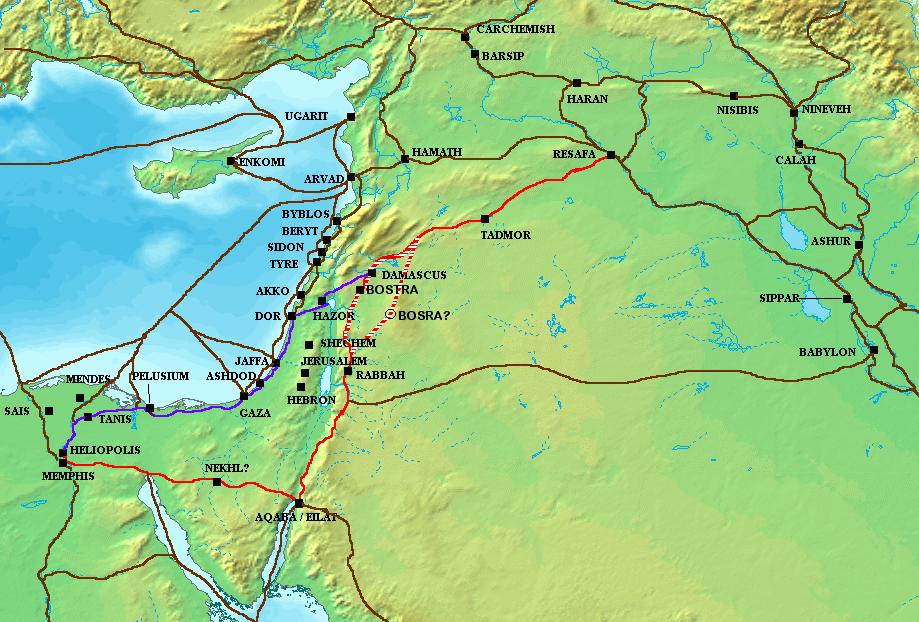
Via Maris (фиолетовый), Via Regia (красный), и другие торговые пути Передней Азии, 1300 год до н. э.

Via Maris (в переводе с латыни «приморский путь», букв. «дорога моря»; ивр. דרך הים‎ Дерех Ха-йам), в Древнем Египте — дорога Хора — современное название старинного торгового пути, одного из древнейших в истории, существовавшего со времен раннего бронзового века, а возможно, и ранее. Он соединял Египет и более северные государства Сирии, Анатолии и Месопотамии.
В Библии «приморский путь» упоминается в Ветхом Завете (Ис. 9:1) и в Новом Завете: «земля Завулонова и земля Неффалимова, на пути приморском, за Иорданом, Галилея языческая» (Мф. 4:15) (в латинском переводе Нового Завета, Вульгате, это место звучит так: «terra Zabulon et terra Nephthalim via maris trans Iordanen Galilaeae gentium»).
Via Maris связывал по суше основные средиземноморские портовые города на протяжении 5000 лет со времени фараонов и ранних цивилизаций (филистимлян, финикийцев, хеттов, лидийцев), более поздних, греческих и римской империи, при крестоносцах, мамлюках и османах. Их следы до сих пор можно встретить на всем маршруте торгового пути: в североафриканских пустынях, в кедровых лесах в Ливане, в сельских районах, а также в городах, таких, как Александрия, Газа, где Via Maris пересекал Дорогу специй, Ашкелон, где Via Maris пересекал Дорогу благовоний, Ашдод, Яффо-Тель-Авив, Акко, Тир, Сайда Бейрут, Библос, Латакия и т. д. В Яффо Via Maris разделялся на две ветви. Восточная шла через город Афек и продолжалась через Мегиддо и Бейт-Шеан, пересекала Иордан и присоединялась к Via Regia, а та, в свою очередь, шла в Дамаск и далее на север. Вторая ветвь шла вдоль побережья к северу от Яффо через местные порты в таких городах, как Тель-Михаль, Михморет, Кейсария,  Дор, Атлит   и  Акко до финикийского побережья и на север в Анатолию или на восток в Месопотамию. Via Maris служила в качестве одного из основных торговых маршрутов для товаров из стран Африки с Египтом на севере, в то время как товары из Анатолии, Месопотамии и в Азии в целом направлялись в Египет. Она использовалась в качестве основного маршрута для оккупационных властей древних империй: египетских войск, которые вторглись в Азию во втором тысячелетии до нашей эры, с одной стороны, и месопотамских империй: Ассирии, Вавилона и Персии для покорения Египта, с другой стороны.
Позднее, порты, расположенные вдоль Via Maris, поддерживали интенсивные связи через море с портами Европы в Греции, Италии и Испании на протяжении многих веков.

## Некоторые точки вдоль маршрута
- Мемфис
- Гелиополь
- Танис
- Пелузий
- Газа
- Ашдод
- Яффа
- Кесария
- Мегиддо
- Финикийский порт Дор (7-е столетие до н. э.).
- Тель-Хацор
- Угарит
- Дамаск